# Papá o mamá
Papá o mamá (también conocida como Papá o Mamá) es una película de comedia estrenada en 2023 dirigida por Ernesto Contreras. Basada en la cinta francesa homónima, Papá o mamá. Esta protagonizada por Mauricio Ochmann y Silvia Navarro.

## Argumento
Durante su divorcio, Florencia y Vicente deben decidir quién se queda con los niños, pero han sido ascendidos en el trabajo con el que siempre han soñado, por lo que harán cualquier cosa para no obtener la custodia de sus hijos.

## Reparto
- Mauricio Ochmann como Vicente
- Silvia Navarro como Florencia
- Aranda Sokol como Emma
- Axel Madrazo como Matías
- Erick Terroba Garcia como Julián
- Bárbara López como Julieta
- Nora Velázquez como Alicia
- Gisselle Kuri como Florencia joven
- Armando Hernández como Jair
- Juan Ríos como Santamarina
- Christian Chávez como Tomás
- Mauricio Barrientos como Renato
- Pilar Boliver como Abogada
- Veronica Toussaint como Alejandra
- Nora Isabel Huerta como Directora
- Patricio José como Vicente joven
- Claudia Acosta como Estelita
- Ari Gallegos como Roberto
- Santiago Emiliano como Iker
- Haydee Leyva como Paciente
- José Antonio Cordero como Maestro
- Mónica Plehn como Mónica
- Karla Gaytán como Martina
- Lety Grey como Empleada club
- Mario Zamacona como Bombero